# Messa (musica)

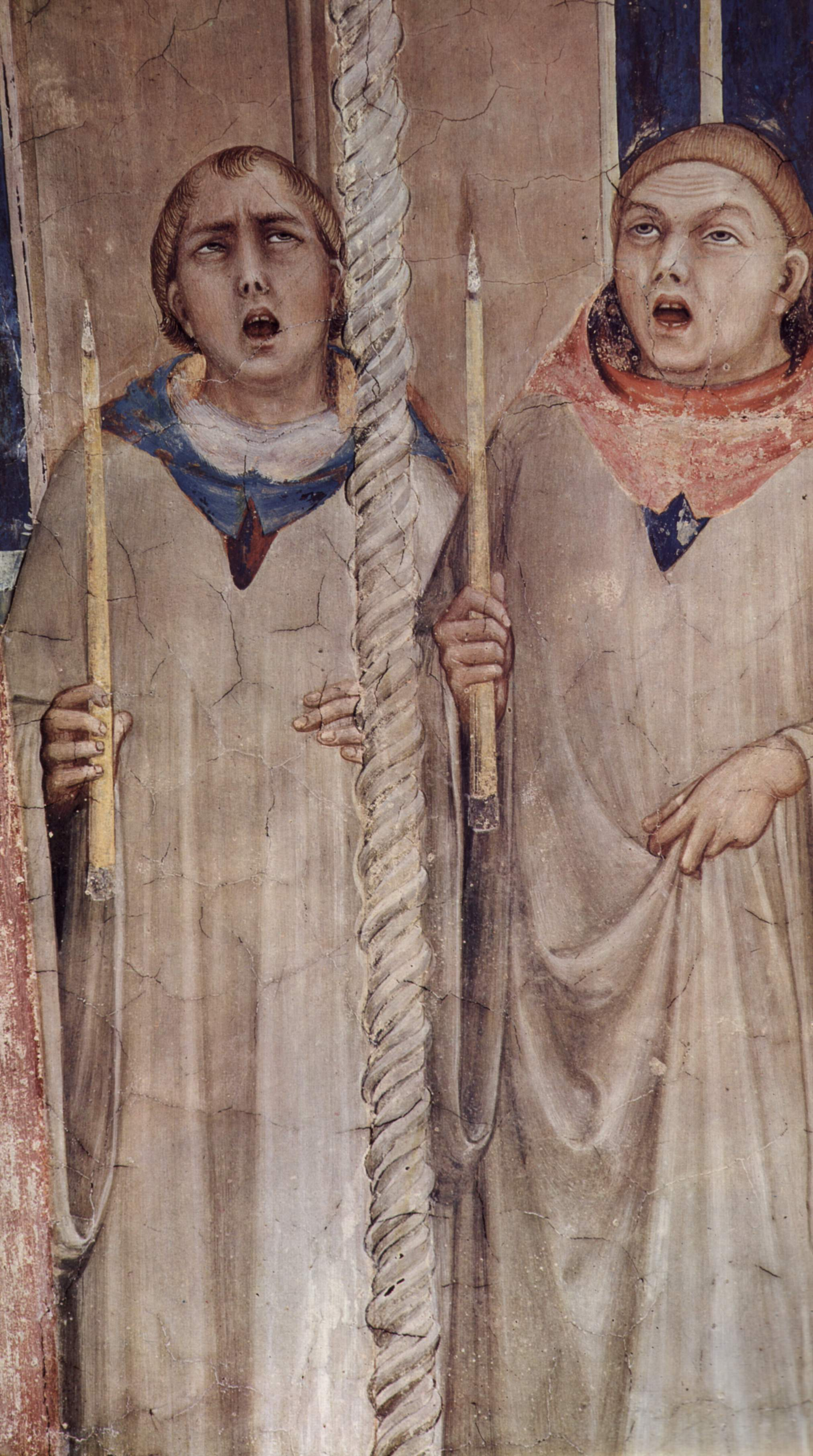
Simone Martini, Religiosi cantano la messa, Assisi

La messa è una composizione sacra che comprende un insieme coerente di parti, suscettibile di servire come accompagnamento alla liturgia eucaristica o Celebrazione eucaristica, prevalentemente quella della Chiesa cattolica, ma anche della chiesa anglicana o luterana.

## Tipologia
Nel corso dei secoli la messa ha subito numerose modificazioni, legate sia alla riforma della liturgia, sia al cambiamento del gusto artistico e musicale. Originariamente si trattava prevalentemente di musica corale ed incentrata sulle parti del proprio, come nel canto gregoriano, in seguito si è sviluppata su parti strumentali e sull'ordinario.

I testi cantati sono generalmente in latino.
Le messe possono essere a cappella, per sola voce umana, oppure con l'accompagnamento di uno strumento obbligato fino ad includere un'intera orchestra. In taluni casi, alcune composizioni musicali, pur utilizzando il formato della Messa, non erano originariamente concepite per essere effettivamente utilizzate durante la celebrazione.
La Missa papae Marcelli di Pierluigi da Palestrina, la Messa in Si minore di Johann Sebastian Bach, la Nelson-Messe di Franz Joseph Haydn, la Grande Messa in Do minore di Wolfgang Amadeus Mozart, la Missa Solemnis di Ludwig van Beethoven e la Petite messe solennelle di Gioachino Rossini sono cinque esempi che bene illustrano questo genere.
Nel contesto della musica sacra, numerosi compositori hanno messo in musica anche sezioni isolate della messa, senza tuttavia scrivere un'intera composizione. Si può citare a tal proposito come esempio il Gloria di Vivaldi e Poulenc o l'Agnus Dei di Barber.

## La struttura della Messa

### Composizione di una Messa
Nell'ambito liturgico, comporre una messa consiste nel precisare gli elementi del proprio: Introito, Graduale, Alleluia, Tratto, Sequenza (quando presente), Offertorio e Communio. Questo porta a caratterizzare la messa all'interno di una circostanza particolare, come il proprio di un santo, di una festa particolare o di una circostanza specifica.
I compositori moderni, a partire dalla polifonia, hanno avuto la tendenza a limitare la composizione agli elementi dell'ordinario: Kyrie, Gloria, Credo, Sanctus e Agnus Dei, pezzi cioè che sono comuni a tutte le celebrazioni liturgiche: in questa maniera, le messe corrispondenti sono generiche e possono essere utilizzate in ogni circostanza.

Talvolta però compongono una messa specifica con elementi del proprio, è il caso della messa votiva: Messa di Requiem (messa votiva dei defunti), Messa di incoronazione, Messa per la pace. La circostanza particolare per la quale viene composta una messa impone allora un testo proprio.

Il Requiem, Missa pro defunctis o Missa defunctorum è una messa funebre che deve il suo nome alla prima parola dell'introito: Requiem æternam dona eis, Domine. Essa non ha né Gloria, né Credo, ma ha la sequenza.

### Messa breve o solenne
Nel rito cattolico si distingue la Missa brevis, messa ordinaria, risolta con poco dispendio di tempo e organico, dalla Missa solemnis riservata alle più grandi occasioni e, spesso, dalla durata più ampia con grande organico e toni enfatici.
Nella tradizione protestante, la missa brevis è una composizione che comporta un Kyrie ed un Gloria, in opposizione alla missa tota, piuttosto rara giacché di uso cattolico, di cui l'esempio più noto è la Messa in Si minore di Johann Sebastian Bach.

### Ordine delle parti
In genere, perché una composizione possa essere considerata un'intera messa, dovrebbe contenere almeno le seguenti sei sezioni, che insieme costituiscono l'"ordinario" della Messa. Il repertorio di canto gregoriano per le parti dell'ordinario è raccolto nel Kyriale, che può essere sia un libro liturgico a sé stante, sia parte di altri libri liturgici.

#### I. Kyrie
Il testo del Kyrie è semplicemente:
Kyrie eleison; Christe eleison; Kyrie eleison (Κῡ́ριε ἐλέησον; Χρῑ́στε ἐλέησον; Κῡ́ριε ἐλέησον).
È in greco; in italiano è stato tradotto "Signore pietà; Cristo pietà; Signore pietà."

#### II. Gloria
Il  Gloria o dossologia maggiore o inno angelico ha il seguente testo:
Gloria in excelsis Deo et in terra pax hominibus bonae voluntatis.  Laudamus te, benedicimus te, adoramus te, glorificamus te, gratias agimus tibi propter magnam gloriam tuam, Domine Deus, Rex caelestis, Deus Pater omnipotens.
Gloria a Dio nell'alto dei cieli e pace in terra agli uomini di buona volontà. Noi ti lodiamo, ti benediciamo, ti adoriamo, ti glorifichiamo, ti rendiamo grazie per la tua gloria immensa, Signore Dio, Re del cielo, Dio Padre onnipotente.
Domine Fili unigenite, Iesu Christe, Domine Deus, Agnus Dei, Filius Patris, qui tollis peccata mundi, miserere nobis; qui tollis peccata mundi, suscipe deprecationem nostram. Qui sedes ad dexteram Patris, miserere nobis.
Signore, figlio unigenito, Gesù Cristo, Signore Dio, Agnello di Dio, Figlio del Padre, tu che togli i peccati dal mondo abbi pietà di noi; tu che togli i peccati dal mondo, accogli la nostra supplica; tu che siedi alla destra del Padre, abbi pietà di noi.
Quoniam tu solus Sanctus, tu solus Dominus, tu solus Altissimus, Iesu Christe, cum Sancto Spiritu in gloria Dei Patris. Amen.
Perché tu solo il Santo, tu solo il Signore, tu solo l'Altissimo, Gesù Cristo, con lo Spirito Santo: nella gloria di Dio Padre. Amen.

#### III. Credo
Si tratta del testo più lungo della Messa, versione latina del Symbolum Nicenum-Constantinopolitanum, ossia la professione di fede come è stabilita nei concili ecumenici di Nicea e di Costantinopoli.
Credo in unum Deum, Patrem omnipotentem,
Credo in un solo Dio, Padre onnipotente,
factorem coeli et terrae, visibilium omnium et invisibilium. 
creatore del cielo e della terra, di tutte cose visibili e invisibili.
Credo in unum Dominum, Jesum Christum, Filium Dei unigenitum. 
Credo in un solo Signore, Gesù Cristo, unigenito Figlio di Dio,
Et ex Patre natum ante omnia saecula. 
nato dal Padre prima di tutti i secoli.
Deum de Deo, lumen de lumine, Deum verum de Deo vero. 
Dio da Dio, Luce da Luce, Dio vero da Dio vero,
Genitum, non factum, consubstantialem Patri: 
generato, non creato, della stessa sostanza del Padre:
per quem omnia facta sunt. 
per mezzo di lui tutte le cose sono state create.
Qui propter nos homines
Per noi uomini
et propter nostram salutem descendit de coelis. 
per la nostra salvezza discese dal cielo,
Et incarnatus est de Spiritu Sancto ex Maria Virgine 
e per opera dello Spirito Santo si è incarnato nella Vergine Maria
Et homo factus est.
e si è fatto uomo.
Crucifixus etiam pro nobis sub Pontio Pilato 
Fu crocifisso per noi sotto Ponzio Pilato
passus et sepultus est.
morì e fu sepolto.
Et resurrexit tertia die, secundum Scripturas. 
Il terzo giorno è risuscitato secondo le Scritture
Et ascendit in coelum: sedet ad dexteram Patris. 
è salito al cielo, siede alla destra del Padre.
Et iterum venturus est cum gloria, iudicare vivos et mortuos;
E di nuovo verrà, nella gloria, per giudicare i vivi e i morti,
cuius regni non erit finis. 
e il suo regno non avrà fine.
Et in Spiritum Sanctum, Dominum et vivificantem: 
Credo nello Spirito Santo, che è Signore e dà la vita,
qui ex Patre Filioque procedit.
e procede dal Padre e dal Figlio.
Qui cum Patre et Filio simul adoratur et conglorificatur:
Con il Padre e il Figlio è adorato e glorificato,
qui locutus est per Prophetas. 
e ha parlato per mezzo dei profeti.
Credo in unam sanctam catholicam et apostolicam Ecclesiam. 
Credo la Chiesa, una, santa, cattolica e apostolica.
Confiteor unum baptisma in remissionem peccatorum, 
Professo un solo battesimo per il perdono dei peccati,
et expecto resurrectionem mortuorum et vitam venturi saeculi.
e aspetto la risurrezione dei morti e la vita del mondo che verrà.
Amen.
Amen.

#### IV. Sanctus
È una dossologia in lode alla Trinità che inizia con le parole Sanctus, Sanctus, Sanctus, Dominus Deus Sabaoth; pleni sunt coeli et terra gloria tua (Santo, Santo, Santo il Signore Dio degli eserciti, i cieli e la terra sono pieni della tua gloria). È seguito da una seconda sezione, l'Osanna Hosanna in excelsis, "Osanna nell'alto dei cieli"

#### V. Benedictus
Subito dopo il Sanctus, Benedictus qui venit in nomine Domini. ("Benedetto colui che viene nel nome del Signore").
Dopo il Benedictus, di solito viene ripetuto l'Hosanna.
N.B.: Nella Messa tridentina (o vetus ordo) solenne,  quando il Sanctus cantato è troppo lungo il sacerdote inizia la consacrazione durante l'esecuzione musicale dando inizio al Canone della Messa. Il Benedictus con l'Hosanna conclusivo viene cantato subito dopo l'elevazione del calice; può essere iniziato dopo il segnale acustico del campanello e dura per tutta la recita delle formule segrete del sacerdote contenute nel canone della messa; motivo per cui il Benedictus in genere è il momento più contemplativo e lungo nelle messe d'autore dei grandi compositori. L'Hosanna finale quindi chiude il momento di religioso silenzio al cui termine può procedere la messa con "Orate frates" del sacerdote.

#### VI. Agnus Dei
L'Agnus Dei è composto dalla seguente invocazione:
Agnus Dei, qui tollis peccata mundi,
miserere nobis /
dona nobis pacem.
(Agnello di Dio, che togli i peccati del
mondo, abbi pietà di noi / dona a noi la pace.)
N.B: Nella messa da requiem il miserere nobis e il dona nobis pacem vengono sostituiti con dona eis requiem e dona eis requiem sempiternam.
(Agnello di Dio, che togli i peccati del mondo, dona a loro il riposo/ dona a loro il riposo per sempre).

#### VII. Ite missa est
L'Ite missa est è la formula di conclusione con la quale il celebrante congeda l'assemblea, che risponde: Deo gratias.

Questo pezzo viene incluso solo raramente in una messa. Nelle Messe in canto gregoriano l'Ite missa est riprende la melodia della prima invocazione del Kyrie eleison.

#### Altre parti
Nella liturgia della Messa, ci sono anche altre parti che possono essere cantate, spesso utilizzando il repertorio del canto gregoriano, e sono: l'introito, il graduale, l'alleluia che in alcuni tempi penitenziali, soprattutto in Quaresima e nel Tempo di Settuagesima, viene sostituito dal tratto, la sequenza, l'offertorio ed il communio.
Queste sezioni, dette il "proprio" della messa, cambiano di giorno in giorno secondo il calendario liturgico. A partire dal periodo polifonico i compositori privilegiano le parti dell'ordinario, mentre le parti del proprio vengono normalmente omesse per scrivere una Messa (eccetto nelle messe da Requiem). Tuttavia, sono stati utilizzati per realizzare dei mottetti e altre composizioni musicali.
Nel Canto gregoriano invece, sia i canti del proprium che dell'ordinarium, ma non solo, anche le letture e le altre parti che venivano cantate, possedevano un equilibrio unitario e rappresentavano l'elemento lirico della celebrazione liturgica. Si prefiggevano di aiutare i partecipanti a meditare la Parola e ad approfondire la realtà sacramentale che si stava celebrando.
Le sei sezioni della Messa come composizioni musicale sono in qualche modo rimaste le stesse dal Medioevo; le prime Messe in alcuni casi includevano altre parti o ne omettevano alcune. La prima Messa completa conosciuta di un compositore ben definito, è la Messa de Notre Dame (Messa di Nostra Signora) di Guillaume de Machaut del XIV secolo. Molte messe di Guillaume Dufay e di altri del XV secolo e del XVI utilizzarono anche melodie ricavate da motivi popolari, quale L'homme armé come cantus firmus, portando un certo scandalo. Tale pratica risale comunque ad un periodo ben più antico, essendo stata per prima attribuita all'eretico del IV secolo, Ario, noto per aver pubblicato nel suo libro Thaleia melodie ritenute non edificanti.

## Storia
La messa come genere musicale ha avuto il momento di massimo splendore durante il Rinascimento, quando venne utilizzata come mezzo espressivo privilegiato da molti compositori. Molte messe importanti furono composte da Josquin Des Prez. Famosa la messa Et ecce terrae motus a 12 voci di Antoine Brumel. Alla fine del XVI secolo le corali contrappuntuali a cappella raggiunsero l'apoteosi con le messe dell'inglese William Byrd, dello spagnolo Tomás Luis de Victoria e dell'italiano Giovanni Pierluigi da Palestrina. Alla sua Missa papae Marcelli si deve secondo la tradizione che il Concilio di Trento non abbia censurato la polifonia.
Dopo il Rinascimento, la Messa non fu più il genere al centro dell'attenzione di ogni compositore, anche se alcuni dei più famosi capolavori del Barocco, del Classicismo e del Romanticismo sono proprio delle messe. Tra queste, la Messa in Si minore di Johann Sebastian Bach (che era luterano, non cattolico), la Nelson-Messe di Franz Joseph Haydn, la Grande Messa in Do minore di Wolfgang Amadeus Mozart, la Missa Solemnis di Ludwig van Beethoven e la Petite messe solennelle di Gioachino Rossini. Altre messe importanti sono state composte da compositori come Liszt e Bruckner.

### Epoca moderna
All'inizio del XX secolo papa Pio X iniziò a ordinare anche la musica religiosa, convinto che i compositori celebri si fossero allontanati dallo spirito che conviene in un contesto religioso in cui si sviluppa la Messa. Auspicò perciò un ritorno al canto gregoriano e alla polifonia. Il suo punto di vista risente dell'influenza delle ricerche intraprese dall'abbazia di Solesmes. Fra le raccomandazioni del papa si trovano le seguenti:
- che la Messa sia composta in maniera unitaria
- che le percussioni siano escluse
- che i cori siano composti esclusivamente da uomini
- che i fedeli vengano formati al canto gregoriano

In senso stretto queste regole hanno al presente poca influenza al di fuori delle congregazioni religiose, soprattutto dopo il Concilio Vaticano II. Comunque nel corso del XX secolo la composizione di Messe in ambito pontificio è stata sviluppata da Lorenzo Perosi (morto nel 1956), Maestro Direttore della Cappella Musicale Pontificia “Sistina”, e dal suo allievo ed erede Domenico Bartolucci (morto nel 2013). Recentemente, papa Benedetto XVI è ritornato sull'argomento preconizzando il ritorno al canto religioso.
Queste raccomandazioni hanno portato alla composizione di numerose Messe utilizzate nelle assemblee moderne, ma di un interesse musicale generalmente marginale.
I musicisti continuano a comporre messe assumendosi una grandissima libertà di scrittura. La Misa Criolla (1963) dell'argentino Ariel Ramírez, la Missa Gaia/Earth Mass (1982) dello statunitense Paul Winter, la Misa campesina (1975) del nicaraguense Carlos Mejía Godoy, la congolese Missa Luba adattano i canti dell'ordinario ai ritmi ed alle melodie dei continenti extraeuropei.